# ドナルドのダンス大好き
『ドナルドのダンス狂』（ドナルドのダンスきょう）または『ドナルドのダンス大好き』（ドナルドのダンスだいすき、原題：Mr. Duck Steps Out）は、ウォルト・ディズニー・プロダクション（現：ウォルト・ディズニー・カンパニー）が製作したアニメーション短編映画作品。1940年6月7日公開。ドナルドダック・シリーズの第22作である。ドナルドの恋人にデイジーの名がついたのは、この作品が初めて。

## ストーリー
おしゃれをして恋人のデイジーの家に遊びに行こうとするドナルドだが、甥のヒューイ・デューイ・ルーイたちが付いてきてしまう。連れて行くふりをして甥たちを部屋に閉じ込め、デイジーの家に行くドナルドだが部屋から脱出した甥たちが先回りしていた。
怒ったドナルドは追い返そうとするがデイジーがやってきたので仕方なく居させることに。しかし、どうしてもデイジーと二人きりになりたいドナルドは、アイスクリームを買ってくるように言いつけ、甥たちを家から追い出す。デイジーと二人きりになれたのもつかの間、アイスクリームを買ってきた甥たちが戻ってくる。
今度はダンスでデイジーの気を引こうとするドナルド。デイジーと楽しく踊っているといつの間にかアイスクリームを持って一人で踊っていたことに気づき…。
なんとか体勢を立て直したが、甥たちはその後もあの手この手で妨害し、ついには即興演奏まで行ったため、ダンスはめちゃくちゃに。しかし踊り終えてデイジーは大満足し、ドナルドにキスを連発する。

## スタッフ
- 監督：ジャック・キング
- 脚本：カール・バークス、フランク・タシュリン、チャック・カウチ、ジャック・ハンナ、ヘンリー・リーヴス、ミルト・シャファー
- 音楽：チャールズ・ウォルコット

アニメーター
ポール・アレン、ジム・アームストロング、レス、クラーク、ラリー・クレモンズ
レックス・コックス、フィル・ダンカン、エメリー・ホーキンズ、ディック・ランディ
リー・モアハウス、ケネス・ミューズ、レイ・パティン、ケン・ピーターソン
エドワード・ストリックランド、ドン・トウスレイ、ジャッジ・ウィテカー

## キャスト
| キャラクター   | 原語版               | 旧吹き替え版 | 新吹き替え版 |          |
| -------------- | -------------------- | ------------ | ------------ | -------- |
| ドナルドダック | クラレンス・ナッシュ | 関時男       | 山寺宏一     |          |
| デイジーダック | クラレンス・ナッシュ | 土井美加     | 土井美加     | 土井美加 |
| ヒューイ       | クラレンス・ナッシュ | 土井美加     | 坂本千夏     |          |
| デューイ       | クラレンス・ナッシュ | 後藤真寿美   | 坂本千夏     |          |
| ルーイ         | クラレンス・ナッシュ | 下川久美子   | 坂本千夏     |          |
| ナレーション   | -                    | 土井美加     | -            |          |

## 日本での公開
邦題は旧吹き替え版が『ドナルドのダンス狂』、新吹き替え版が『ドナルドのダンス大好き』となる。

### 収録
- 『ドナルド・ダックの輝ける50年』（VHS、バンダイ、1984年発売、旧吹き替え版）
- 『デイジー』（LD、1986年発売、旧吹き替え版）
- 『ドナルドダックと愉快な仲間たち』（LD、1986年発売、旧吹き替え版）
- 『ドナルドダックの輝ける50年』（LD、1986年発売、旧吹き替え版）
- 『ドナルド・ダックと愉快な仲間たち』（VHS、バンダイ、1987年11月28日発売、旧吹き替え版）
- 『ドナルド・ダックの輝ける50年』（VHS、ポニーキャニオン、1987年11月28日発売、旧吹き替え版）
- 『Donald Duck A Star is Born』（LD、1995年発売、新吹き替え版）
- 『ゆかいな仲間たちミッキーに夢中』（VHS、ブエナ・ビスタ・ホーム・エンターテイメント、1996年1月19日発売、新吹き替え版）
- 『ゆかいな仲間たちミッキーに夢中』（LD、1996年発売、新吹き替え版）
- 『みんなだいすき ドナルド！』（DVD、ブエナ・ビスタ・ホーム・エンターテイメント、2004年3月19日発売、新吹き替え版）
- 『ドナルドダック・クロニクル Vol.1 限定保存版』（DVD、ウォルト・ディズニー・スタジオ・ホーム・エンターテイメント、2009年6月10日発売、新吹き替え版）

### 放送
- 『ディズニークラシック短編集』（新吹き替え版） - 不定期